# Noors Nobelcomité

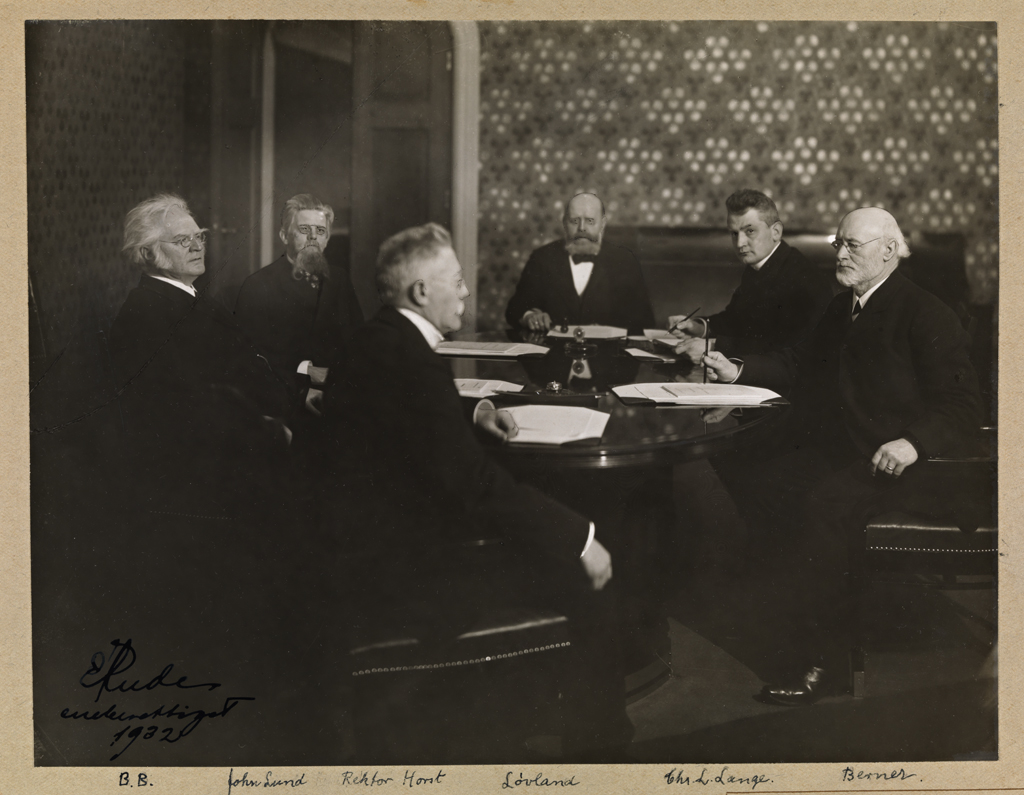
Een van de eerste bijeenkomsten van het Noors Nobelcomité.

Het Noors Nobelcomité (Noors: den norske Nobelkomite) reikt jaarlijks de Nobelprijs voor de Vrede uit. Het comité bestaat uit vijf leden die worden benoemd door het Storting, het Noorse parlement. De directeur van het Noors Nobelinstituut fungeert als secretaris van de commissie, maar maakt geen deel uit van het comité. Momenteel is dit Olav Njølstad.
De wijze waarop de commissie is georganiseerd is gebaseerd op het testament van Alfred Nobel. Deze legde daarin vast dat de Nobelprijs voor de Vrede zou worden toegekend door een vijfkoppige commissie die wordt verkozen door het Storting. Ten tijde van dit testament waren Noorwegen en Zweden in een personele unie, waarin alleen het Zweedse parlement verantwoordelijk was voor het buitenlands beleid, en het Storting voor het binnenlandse Noorse beleid. Alleen voor de Nobelprijs voor de Vrede is geen Zweeds lichaam aangewezen, en het lijkt erop dat dit is om te voorkomen dat buitenlandse mogendheden het selectieproces zouden beïnvloeden (aangezien het Noors parlement geen buitenlands beleid hoefde te voeren).
Verdere regels met betrekking tot de commissie worden vastgelegd door het Storting, waaronder de zesjarige termijn en de mogelijkheid om meerdere termijnen verkozen te worden. Hoewel er in het begin nog prominente, actieve politici lid van de commissie waren, werd dit later beperkt om de schijn van belangenverstrengeling te voorkomen. Eerst werd de verkiezing van de regering onmogelijk gemaakt (1936) en later ook leden van het Storting (1977). Bij de verkiezing van de leden vindt gewoonlijk een spreiding plaats over de grootste partijen in het Storting.
De commissie vergadert in het gebouw van het Nobelinstituut.
De commissie baseert haar selectieproces op nominaties gemaakt door onder anderen parlementsleden, professoren in diverse vakgebieden en (voormalige) commissieleden die voor 1 februari zijn ontvangen. Deze nominaties zijn overigens niet openbaar, maar worden pas na 50 jaar bekendgemaakt. Van de vele genomineerden wordt vervolgens een lijst gepresenteerd door de secretaris aan de commissie, waar vervolgens een shortlist van wordt gemaakt.
Over de overgebleven kandidaten wordt vervolgens advies gevraagd aan een aantal permanente adviseurs, die in de maanden erna een rapport voor iedere kandidaat opstellen. De commissie tracht half september tot een conclusie te komen, maar dit duurt dikwijls tot begin oktober, wanneer de laatste vergadering plaatsvindt.

## Huidige leden
- Thorbjørn Jagland (voorzitter) (1950), voormalig premier en minister van Buitenlandse Zaken; secretaris-generaal van de Raad van Europa. Jagland is lid en voorzitter van het comité sinds 2009. Politiek is hij lid van Det Norske Arbeiderpartiet.
- Kaci Kullmann Five (vicevoorzitter) (1951), voormalig parlementslid en minister van Handel, Transport en Europese Zaken namens Høyre. Five is lid van het comité sinds 2003 en vicevoorzitter sinds 2009.
- Inger-Marie Ytterhorn (1941), politiek adviseur van de parlementsfractie van Fremskrittspartiet en voormalig parlementslid. Ytterhorn is lid van het comité sinds 2000.
- Ågot Valle (1945), voormalig parlementslid voor de Sosialistisk Venstreparti. Valle is lid van het comité sinds 2009.
- Berit Reiss-Andersen (1954), advocaat, voormalig staatssecretaris van Justitie en Politie in het kabinet Jagland als lid van Det Norske Arbeiderpartiet. Reiss-Andersen is lid van het comité sinds 2011.